# B in the Mix: The Remixes Vol. 2
B in the Mix: The Remixes Vol. 2 è il secondo album di remix della cantante statunitense Britney Spears, pubblicato il 7 ottobre 2011 in Germania e l'11 ottobre nel resto del mondo (escluso il Giappone, dove è uscito l'11 novembre) dall'etichetta discografica RCA Records.
Nel novembre 2005 Britney ha pubblicato il suo primo album di remix, B in the Mix: The Remixes. Nei sei anni successivi, sono stati pubblicati tre suoi nuovi album, Blackout (2007), Circus (2008) e Femme Fatale (2011), e una raccolta contenente un inedito, The Singles Collection (2009). Il negozio online Fragantica.com ha confermato che la messa in commercio del nuovo profumo di Britney, Cosmic Radiance, avrebbe coinciso con la pubblicazione di un nuovo album di remix. Il 2 settembre 2011 Sony Japan ha pubblicato la copertina dell'album, scrivendo che avrebbe contenuto tracce inedite. La copertina mostra la cantante con i capelli gonfi sulla faccia dietro a una farfalla che indossa un vestito di seta. Amy Sciarretto di PopCrush ha detto che, nonostante la copertina assomigli molto a quella di B in the Mix: The Remixes, "è realizzata con una foto che non dona in modo particolare alla bellissima star." Il 9 settembre 2011, Britney ha postato la copertina e la tracklisting ufficiale di B in the Mix: The Remixes Vol. 2 sul suo profilo Tumblr.
L'album è entrato alla posizione numero 47 della classifica statunitense vendendo quasi 9 000 copie nei suoi primi sette giorni.

## Tracce

### Edizione internazionale
1. Criminal (Radio Mix) – 3:45
2. Gimme More (Kaskade Club Mix) – 6:08
3. Piece of Me (Tiësto Club Mix) – 7:53
4. Radar (Tonal Club Mix) – 4:55
5. Womanizer (Benny Benassi Extended Remix) – 6:17
6. Circus (Linus Loves Remix) – 4:39
7. If U Seek Amy (U-Tern Remix) – 6:10
8. 3 (Manhattan Clique Club Remix) – 5:42
9. Till the World Ends (Alex Suarez Club Remix) – 5:18
10. I Wanna Go (Gareth Emery Remix) – 5:26

### Edizione giapponese
1. Gimme More (Kaskade Club Mix) – 6:08
2. Piece of Me (Tiësto Club Mix) – 7:54
3. Radar (Tonal Club Mix) – 4:56
4. Womanizer (Benny Benassi Extended Remix) – 6:17
5. Circus (Linus Loves Remix) – 4:39
6. If U Seek Amy (U-Tern Remix) – 6:11
7. 3 (Manhattan Clique Club Remix) – 5:40
8. Till the World Ends (Alex Suarez Club Remix) – 5:19
9. I Wanna Go (Gareth Emery Remix) – 5:26
10. Criminal (Varsity Team Extended Remix) – 6:34
11. Break the Ice (Tonal Remix) – 4:53
12. Hold It Against Me (Funk Generation Club Remix) – 6:50
13. My Prerogative (X-Press 2 Radio Edit) – 4:18
14. Criminal (Tom Piper & Riddler Remix Radio Edit) – 3:39

## Classifiche
| Classifica (2011) | Posizione massima |
| ----------------- | ----------------- |
| Belgio (Vallonia) | 69                |
| Canada            | 53                |
| Italia            | 29                |
| Messico           | 27                |
| Regno Unito       | 171               |
| Repubblica Ceca   | 47                |
| Spagna            | 39                |
| Stati Uniti       | 47                |